# Schloss Krapperup

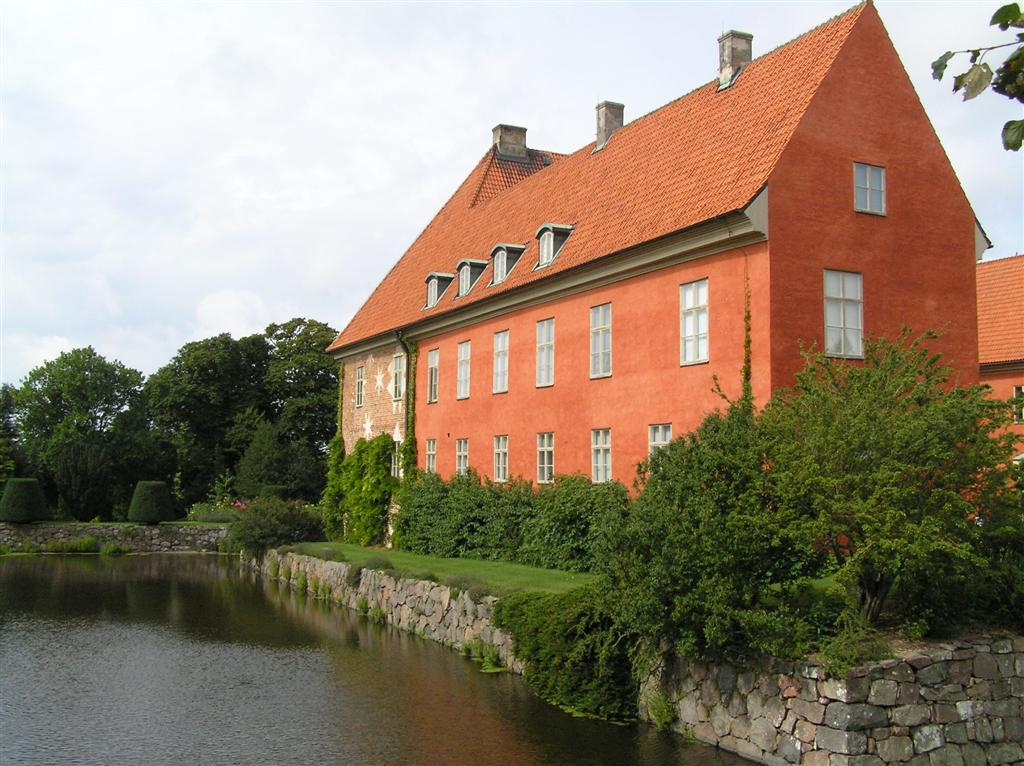
Schloss Krapperup

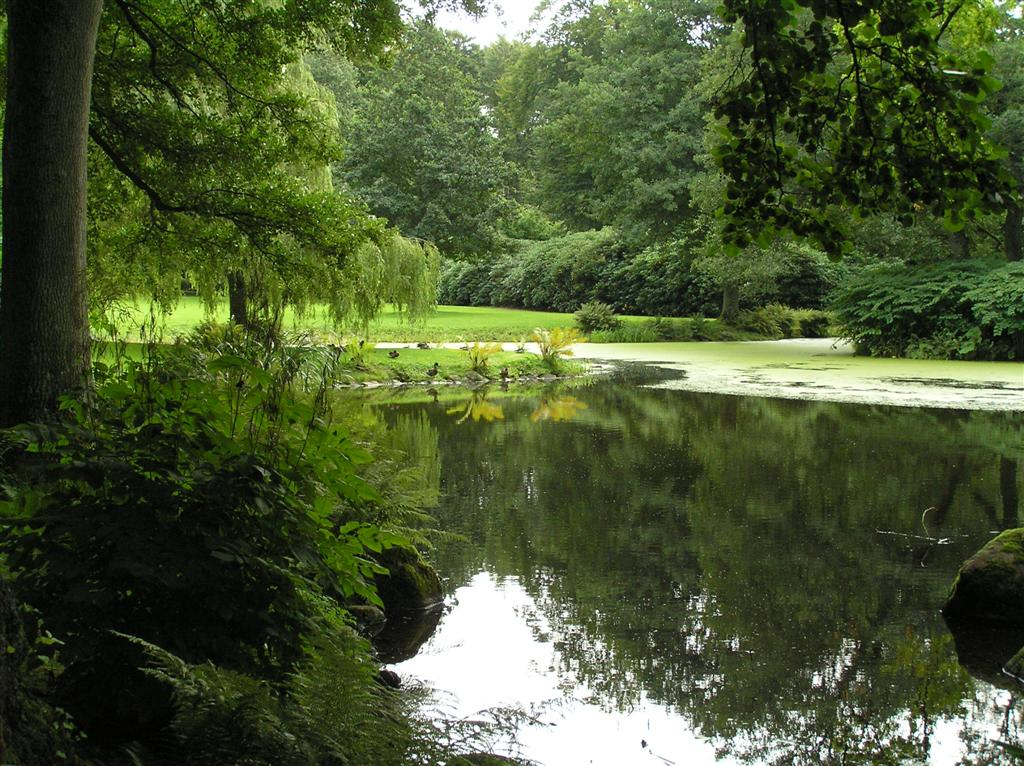
Teilansicht des Parks

Schloss Krapperup ist ein burgartiger Prachtbau in der schwedischen Gemeinde Höganäs in der historischen Provinz Schonen. Der älteste bekannte Gutshof an dieser Stelle entstand im 14. Jahrhundert. Das heutige Schloss geht auf einen Neubau nach 1570 zurück und erhielt seine jetzige Gestalt durch Umbauten im 17. und 18. Jahrhundert. Es steht seit 1978 als Byggnadsminne unter Denkmalschutz und wird heute von einer Stiftung betrieben. Um das Schloss wurde ein Park im romantischen Stil mit Bächen, verschlungenen Wegen und einer Reihe exotischer Bäume angelegt.
Der alte Stall am Zufahrtsweg wird heute als Kunsthalle genutzt. Die alte Schmiede beherbergt ein Café und einen Souvenirshop. Eine andere Lagerhalle wurde nach einem Brand zur Musikhalle umgebaut, wo im Sommer Konzerte stattfinden.
Das Hauptgebäude kann im Frühjahr (Ostern bis Mittsommer) und Herbst (Mitte September bis Mitte Oktober) von vorangemeldeten Gruppen bei einer Führung besichtigt werden.

## Geschichte
Im Mittelalter trug das Gut den Namen Krappatorp oder Krapparp und war im Besitz der Adelsfamilie Krognos. In der folgenden Zeit wechselte das Gut durch Verkauf und Erbschaft zwischen verschiedenen Adelsgeschlechtern, darunter Podebusk, Rantzau, De la Gardie, Gyllenstierna und von Kochen. Ein Mitglied der letzten genannten Familie ließ das Gut im 18. Jahrhundert zu einem Familienfideikommiss umwandeln. 1967 gingen Schloss und Gutshof in den Besitz der Krapperupstiftung der Familie Gyllenstierna über.

## Leben
- Schloss Krapperup. In: Theodor Westrin (Hrsg.): Nordisk familjebok konversationslexikon och realencyklopedi. 2. Auflage. Band 14: Kikarsikte–Kroman. Nordisk familjeboks förlag, Stockholm 1911, Sp. 1214 (schwedisch, runeberg.org).